# SSPH Primus
El obús autopropulsado Singapore Self-Propelled Howitzer 1 (SSPH 1) Primus es el montaje de un obús de 155 mm/39L. Desarrollado en conjunto con las Fuerzas Armadas de Singapur (del inglés: SAF) , la Agencia para la Defensa, Ciencia y Tecnología (DSTA), y Singapore Technologies Kinetics (ST Kinetics). Su introducción al servicio activo en las Fuerzas de Singapur se dio en el año  2004, en el arma de Artillería. Primus se deriva de la acepción del latín, y que hace parte del lema del arma de artillería de Singapur In Oriente Primus (en latín: "Primeros en el Oriente").

## Historia
La idea para una pieza de artillería autopropulsada de desarrollo y construcción local se toma por parte de las Fuerzas Militares de Singapur en los inicios de los años 90, con el objetivo de proporcionar el mejor soporte de fuego a las brigadas de medios mecanizados en las Divisiones de Mando Combinadas. Este nuevo sistema de armas requería la habilidad de mantener sin hostigamientos a los comandos mecanizados que careciesen de la cobertura necesaria en sus operaciones, mientras que proporcionarían al arma de artillería una nueva cobertura, poder de fuego y certeza en los blancos asignados a la artillería, así como su renovación. El obús de calibre 155 mm. sería la elección obvia de dichos planes.
La decisión de desarrollar su propio sistema de artillería se tomó después de estudiar las opciones disponibles en el mercado de armas del mismo tipo; como son las que se encontraron entre 1995 y 1996, y que a juicio de los militares locales eran las mejores en su clase, como el sistema de artillería autopropulsada estadounidense (M109 Paladin), el sistema autopropulsado de artillería británico (AS-90 Braveheart), el obús autopropulsado japonés (Tipo 75) y el ruso (2S19 Msta), pero se les encontró demasiado pesados y/o anchos para las vías y el terreno local. Como se sabía que estos disponían de un abrumador poder de fuego, alta movilidad, y de muy alta supervivencia a ataques de contrabatería pero teniéndose en cuenta las características anteriores,los mandos singaporíes necesariamente exigían algo menos pesado pero con el mismo poder de fuego. Lo que primaba inicialmente era que el sistema a desarrollar pesara menos de 30 toneladas y no fuese más ancho de los 3 metros, para que se pudiera mover por los puentes y a través de la topografía local. Estas decisiones tan contrapuestas generaron un acalorado debate hasta que finalmente se llegó a la conclusión de que era mejor desarrollar completamente un nuevo sistema de artillería móvil[cita requerida].
Retomando su experiencia en diseños previos, la producción y desarrollo en varios modelos de sistemas de artillería (como el FH-88 y el FH-2000) para Singapur, ST Kinetics, junto a otras industrias de la DSTA inician el desarrollo del SSPH Primus a inicios del año 1996.
Para abril de 2002, los primeros dos prototipos funcionales salieron de las líneas de producción, usando una plataforma del Bionix VCI como el chasis del vehículo adaptando un paquete de motorización del chasis blindado en desarrollo por aquel entonces como un proyecto privado (el Universal Combat Vehicle Platform; UCVP) que incluye varios de los componentes del modelo norteamericano M109 Paladin, del M2 Bradley y del M8-AGS. A los siguientes 2 años se vio por primera vez al sistema bajo una serie de pruebas para asegurar que el SSPH Primus se adaptase fiablemente a los rigores y exigencias que se le planteaban. Como la superficie terrestre en Singapur es frágil y endeble, las pruebas de disparo se realizaron en el Campo de Tiro de Waiouru en Nueva Zelandia como parte de los Ejercicios Thunder Warrior en febrero de 2004. Los cañones también participaron en los Ejercicios Wallaby en el Campo de Entrenamiento y Tiro de la Bahía Shoalwater en Queensland, Australia.
En septiembre de 2002, el SSPH Primus fue aceptado oficialmente y se certificó que cumplía con los requisitos de los militares singaporíes, después  de lo cual entró formalmente en servicio dentro de las Fuerzas Armadas de Singapur.

## Diseño

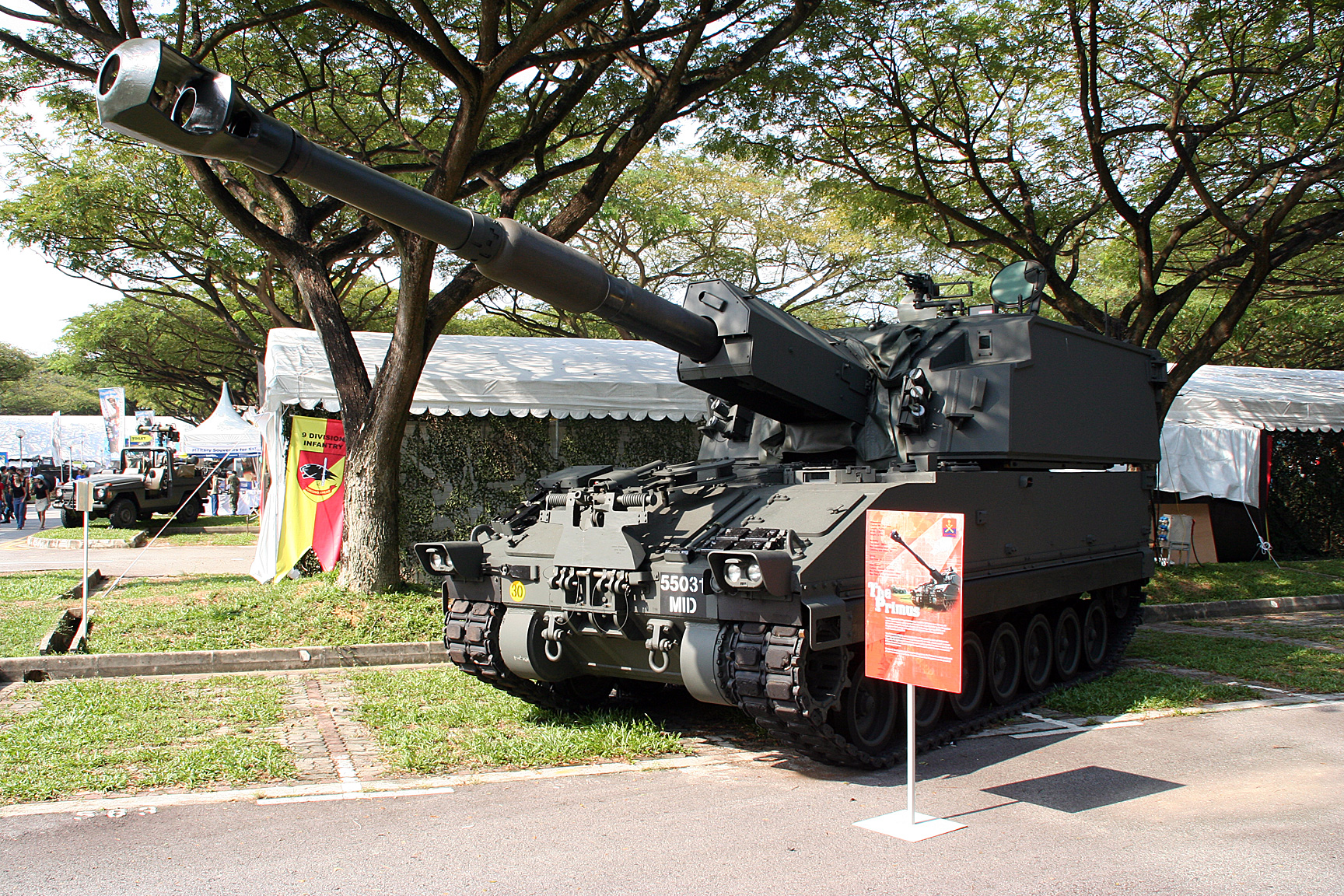
Un SSPH-1 en exhibición durante el desfile del Día Nacional de Singapur en el tramo de Marina South.

El chasis está basado en su planta motriz en la ya probada plataforma mecánica del M109 de la firma United Defense. Esta plataforma ha sido actualizada en gran parte de sus áreas cruciales y se le ha instalado una nueva motorización similar a la dispuesta por ST Kinetics en el Bionix, actualmente en servicio en las Fuerzas Militares de Singapur. Utilizar sistemas comunes para el Primus  y el Bionix aumenta significativamente sus ventajas, permitiendo una simplificación del entrenamiento y una reducción en el mantenimiento y la logística del parque blindado local.

## Características
El SSPH Primus se puede confundir fácilmente con el Bionix; pero sus diferencias son notorias; dado el tipo de armamento que se le ha montado, y ya que en los primeros días de desarrollo se usó como una variante del Bionix en el tipo de un carro de combate. Ya que parte de la motorización del UCVP de la que el Primus tiene instlada, esta le da un parecido superficial con la del algunas de las variantes del Bionix; sumado al hecho de que ST Engineering había sido su constructor, le da a este varios de los elementos instalados en los protptipos experimentales en los que había venido laborando antes del SSPH Primus; como los del anillo del montaje de la torreta de una de las variantes del carro de combate ligero Bionix10, Dado esto, el SSPH Primus cuento en sus parte motoras, estructurales y de torreta con elementos que habían sido desarrollado para proyectos que nunca llegaron a pasar de la fase de preproducción.

### Motorización
El paquete de motorización del SSPH Primus consistde un motor Detroit Diesel Corporation del modelo 6V92TIA, de sei cilindros en V; que le entrega al conjunto motor 550 hp, y que va acoplado a una transmisión y caja de cambios de la serie HMPT-500-3EC de la firma General Dynamics Land Systems, del tipo automática.
La velocidad máxima del SSPH Primus es de 50 km/h, con un alcance operativo de hasta 350 km, siendo su peso de combate de 28.3 toneladas, siendo incluso extremadamente compatible con los actuales sistemas de puentes militares disponibles en el Ejército de Singapur. El SSPH Primus se podrá transportar en el futuro avión de transporte militar Airbus A400M sin restricciones de peso y/o tamaño.

### Armamento
El armamento de la torreta consta de un cañón de calibre 155 mm/39 cal. de longitud, con un freno de boca  y un extractor de gases del disparo incorporados a los mecanismos del cañón. Esto con el fin de cumplir los postulados de la alianza OTAN del Memorando de Entendimieto sobre Municiones y medidas Balísticas. El alcance máximo del cañón del SSPH Primus depende de la combinación y del tipo de municiones y propelentes usados, pero se estima probablemente entre 19 km con la vieja carga M107  y de 30 km (18,6 mi) con una carga de alcance extendido de uñeta y del tipo de proyectil en monte. En adición a las cargas de humo, HE e iluminantes, hay un cartucho/carga desarrollado localmente del calibre 155 mm. que se puede disparar desde este cañón.

#### Autocargador
Un sistema de cargador semiautomático ha sido instalado en el vehículo para incrementar la cadencia de fuego y reducir la fatiga en la tripulación. Los proyectiles enteros son almacenados y cargados automáticamente; las cargas del tipo separado se cargan de manera manual. El SSPH Primus tiene un modo de disparo en ráfagas de 3 disparos en 20 segundos, y una cadencia de fuego máxima de 6 impactos por minuto. El sistema de alimentación de magazín montado mantiene sólo 22 rondas en el blindado, teniendo que depender de un vehículo amunicionador constantemente en su operación, o cuando debe afrontar objetivos múltiples.

### Sistemas de control y varios
El control de tiro digitalizado automatiza el proceso completo de recarga y de la operación del cañón: un sistema de administración de la munición almacenada y disparada mantiene constantemente actualizados los datos del inventario de cargas y de propelentes, así como de los tipos de proyectiles disparados. El cañón se eleva automáticamente gracias a las directrices del sistema de control de tiro automatizado, que incluye un sistema de a bordo de posicionamiento y navegación. Éste puede recibir información sobre el blanco a abatir desde el mando de batería o desde el puesto de mando del regimiento. Necesita menos de 60 segundos para instalarse, estar listo para entrar en acción y abrir fuego, y otros 40 segundos más para re-desplegarse en caso de cambio de órdenes.

## Especificaciones adicionales

### Especiales
- Sistema de recarga automática, que le permite utilizar tan solo 4 tripulantes.
- Sistema de marcado de blancos basado en uno de coordenadas GPS y enlace de dispositivos Datalink.
- Enlaces de datos (Datalink) para compartir información y datos de la localización de blancos sin necesidad de disponer de un vehículo de comando o unidades de batallón, y retroalimentación de información desde los puestos de avanzada.

### Movilidad
- Número de ruedas por oruga: 7 por lado.
- Superación de obstáculos inclinados (en grados): 31°

### Desarrollos relacionados
- Bionix VCI

### Artículos similares
- PZH-2000

- Obús autopropulsado M108
 Obús autopropulsado M109
 Obús autopropulsado M110
  Obús autopropulsado NLOS
- Sholef
- OTO Melara Palmaria (artillería)
- Tipo 75
 Tipo 99
- K-9 Thunder
- AHS Krab
- AS-90 Braveheart
- AMX MK F3
- 2S19 Msta
- T-155 Fırtına
- G6 Rhino